# Franciszek Kacper Fornalski
Franciszek Kacper Fornalski (ur. 1806 w Pilicy, zm. 17 lipca 1850 w Kunowie) – polski oficer powstania listopadowego.
Starszy syn Franciszka i Julianny z Konaszewskich. Dnia 28 października 1811 wstąpił do Korpusu Kadetów w Kaliszu. Później kształcił się w Szkole Podchorążych Piechoty w Warszawie. Wraz z innymi uczniami tej szkoły wziął udział w powstaniu listopadowym.
Początkowo podoficer 1 Pułku Strzelców. Był adiutantem generała Piotra hrabiego Szembeka w 2 Pułku Strzelców. 24 stycznia 1831 awansował na podporucznika w 23. Pułku Piechoty Liniowej. 11 października 1831 przybył z Modlina do Warszawy i stawił się przed Komisją Rządową Wojny.
Po zakończeniu powstania Franciszek Kacper Fornalski przeniósł się do Kunowa. Wówczas wykorzystał swoje wykształcenie oraz zdolności plastyczne. Zaprojektował m.in. ołtarze w kościele w Kunowie: Ołtarz Matki Boskiej Różańcowej, Ołtarz Św. Anny i Ołtarz Przemienienia Pańskiego. Franciszek Kacper był także geometrą, czyli odpowiednikiem dzisiejszego geodety. 
W 1834 roku w Kunowie Franciszek Kacper Fornalski ożenił się z Marianną Czerwińską, córką tamtejszego burmistrza, z którą miał pięć córek.
Postać Franciszka Kacpra Fornalskiego została opisana w powieści Turniej Cieni Elżbiety Cherezińskiej (2015).

## Wywód przodków
| 4. Marcin Fornalski (ur. 1749)                     |  |                                                    |  |  |                                |
|                                                    |  | 2. Franciszek Fornalski (1781-1863)                |  |  |                                |
| 5. Agnieszka Fornalska z d. Witkowska lub Sałayska |  |                                                    |  |  |                                |
|                                                    |  |                                                    |  |  | 1. Franciszek Kacper Fornalski |
| 6. Jan Konaszewski (ur. 1745)                      |  |                                                    |  |  |                                |
|                                                    |  | 3. Julianna Fornalska z d. Konaszewska (1779-1813) |  |  |                                |
| 7. Mariannna Konaszewska (ur. 1751)                |  |                                                    |  |  |                                |
|                                                    |  |                                                    |  |  |                                |